# Isenvad (plaats)
Isenvad is een plaats in de Deense regio Midden-Jutland, gemeente Ikast-Brande, en telt 583 inwoners (2008).